# Ogliastra
A província da Ogliastra foi, entre 2005 e 2016, uma província italiana da região de Sardenha com cerca de 60 000 habitantes, instituída a 9 de Julho de 2001 no seguimento da partição da ilha em 8 províncias.
Compreende a região história da Ogliastra, abrangida pela província de Nuoro. Foi dividida em 23 comunas, sendo a capital Lanusei e Tortolì. As comunas atribuídas a esta província eram: Arzana, Bari Sardo, Baunei, Cardedu, Elini, Gairo, Girasole, Ilbono, Jerzu, Lanusei, Loceri, Lotzorai, Osini, Perdasdefogu, Seui, Talana, Tertenia, Tortolì, Triei, Ulassai, Urzulei, Ussassai, Villagrande Strisaili.
Foi eliminado com lei regional n.2 de 4 de fevereiro de 2016.